# Јован Косовљанин
Јован Николић Косовљанин (1818 — Јагодина, 1882) био је познати српски трговац, власник Јагодинске пиваре, отац Михајла Косовљанина.

## Биографија
Рођен је 1818. године на Косову. У Јагодину се доселио у раној младости, а надимак Косовљанин, добијен по крају из ког је потекао, касније преузима за презиме. Богатство, које је стекао радећи као трговац стоком, омогућује му да постане сувласник Јагодинске пиваре коју шездесетих година XIX века откупљује од оснивача Филипа Станковића. Убрзо постаје један од најбогатијих Јагодинаца, у чијем је власништву, поред кућа и дућана, била позната Шарена кафана.
Јован Косовљанин је био веома активан у друштвено-политичком и културном животу Јагодине. Интензивно се залагао за васпитање младих као и за зидање школе за женску децу. Први је потписник молбе, упућене Стевчи Михаиловићу 1859. године, којом се Михаиловићу сугерише да прихвати државна звања понуђена од стране кнеза Милоша. 
Иницијатор је негодовања против полицијске тортуре током посланичких избора у Јагодини 1875. године и заједно са још шездесет и два представника бирача потписник је молбе упућене Народној скупштини. У згради Пиваре налазила се Јагодинска читаоница коју је посећивао и Косовљанинов близак пријатељ, познати српски сликар и песник, Ђура Јакшић, који је насликао његов портрет. Познати вајар, Симеон Роксандић, израдио је 1903. године Косовљанинов портрет у бронзи. Портрет је изложен на сталној поставци Завичајног музеја у Јагодини.
Јован Косовљанин је умро 1882. године.

## Лични живот
У првом браку, са супругом Катарином, имао је тринаесторо деце. Са другом супругом, Милицом, Јован је имао два сина која су рано умрла.